# U3
För andra betydelser, se U3 (olika betydelser).
U3 var ett programpaket från SanDisk som möjliggjorde att köra program direkt från ett USB-minne. Speciellt för systemet är att det går att ta med sig sitt skrivbord från en dator till en annan samt att programmen inte lämnar några spår av användandet på den tillfälliga värddatorn. U3 ledde till utvecklingen av program i en speciell kategori som går att installera under U3 utan att datorns systemprogram påverkas.
Lösningen kräver att USB-minnet stödjer U3-systemet.
Den tekniska lösningen bygger på att USB-minnet uppträder emot datorn både som en CD-ROM enhet och ett flashminne. När USB-minnet ansluts till datorn så upptäcker Windows den simulerade CD-ROM skivan och startar dess program automatiskt såsom Windows gör med alla CD-ROM skivor. Programmet på den simulerade CD-ROM skivan är en del av U3 startsystem. Det jobbar sedan vidare emot flashminnet och erbjuder användaren U3's programpaket. Lösningen kräver Windows 2000 Service Pack 4 eller högre (såsom Windows XP, Windows Vista och Windows 7).
U3 utvecklades som ett joint ventureprojekt mellan SanDisk och den tidigare konkurrenten M-Systems vilken Sandisk sedan förvärvade i sin helhet år 2006. I slutet av år 2009 övergav Sandisk U3 som affärsidé.